# 京赣高速动车组列车
京赣高速动车组列车是中国铁路运行于首都北京市北京站至江西省赣州市赣州西站的高速动车组列车，途经北京市、河北省、河南省、湖北省、湖南省、江西省五省一市，运营里程2356公里，现由北京局集团石家庄客运段担当。其中北京站至赣州西站运行11小时41分，使用车次为G485/484次；赣州西站至北京站运行12小时20分，使用车次为G486/483次。

## 历史
2019年12月30日，配合京港高铁南昌至赣州段开通，原北京西~南昌西G491/492次列车延长至赣州西站始发终到。
2022年1月10日，G491/492次列车改瑞金站始发终到，G485/484、G486/483次列车改赣州西站始发终到。
2023年10月11日，G485/484、G486/483次列车改至北京站始发终到，从而使北京站首次接发京广高铁图定跨局列车，亦是北京站首班不经由东便门铁路桥的旅客列车。

## 使用列车
G485/484、G486/483次列车使用配属北京局集团北京南动车运用所的CR400AF，重联运行。